# فوكس فاميلي موفيز
فوكس فاميلي موفيز قناة تلفزيونية مدفوعة في جنوب شرق آسيا مملوكة لمجموعة فوكس الترفيهية (آسيا والمحيط الهادئ)، وهي شركة تابعة لشركة ديزني الدولية. كانت القناة متاحة في البداية في سنغافورة عبر StarHub TV وإندونيسيا عبر إندوفسيون، لكنها توسعت إلى تايوان والفلبين وبثت إلى بقية جنوب شرق آسيا.